# Ad Vitam
Ad vitam es una película francobelga de 2025, del género thriller, dirigida por Rodolphe Lauga
 y protagonizada por Guillaume Canet y Stéphane Caillard.

## Sinopsis
Después de escapar de un ataque, Franck Lazareff debe encontrar a su esposa Leo, secuestrada por un misterioso grupo armado. Se ve atrapado por su pasado y sumergido en un asunto de Estado.

## Reparto
- Guillaume Canet - Franck Lazareff
- Stéphane Caillard - Leo
- Nassim Lyes - Ben
- Zita Hanrot - Manon
- Johan Heldenbergh - Vanaken
- Alexis Manenti - Nico
- Étienne Guillou-Kervern - Stanislas Lacaze
- Maurice Chan - un policía científico

## Producción
La película está dirigida por Rodolphe Lauga, quien la coescribió con Guillaume Canet y David Corona. Canet produce junto a Jean Cottin para Cabanes Productions. Canet también tiene un papel protagonista. Junto a él, forman parte del reparto Stéphane Caillard, Nassim Lyes, Zita Hanrot y Alexis Manenti.
La fotografía principal tuvo lugar en París en abril de 2024. El rodaje continuó en París y Versalles hasta junio de 2024.

## Estreno
Se estrenó en Netflix el 10 de enero de 2025.